# التجارة التعاونية
التجارة التعاونية هي استخدام التقنيات الرقمية لتمكين المؤسسات من التعاون في تصميم وتطوير وبناء وإدارة المنتجات خلال دورة حياتها. وتُعد أوسع نطاقًا من مجرد التبادل الإلكتروني للبيانات أو إدارة تدفق المعلومات، إذ تركز على بناء علاقات طويلة الأمد بين المشاركين في سلسلة التوريد، بدلاً من الاقتصار على إبرام الصفقات التجارية.
تشمل التجارة التعاونية تطويرًا مشتركًا للمنتجات والخدمات بين عدة شركات، كما تتضمن مشاركة معلومات داخلية حساسة بين الموردين والمشترين لدعم عملية التعاون. ولا تقتصر على الموردين فقط، بل قد تشمل العملاء في مراحل تطوير المنتجات.
تهدف هذه المقاربة إلى إنشاء بيئة اتصالية متكاملة، تتيح للمشاركين تبادل البيانات المتعلقة بالتصميم، الإنتاج، المخزون، الجداول الزمنية، وخطط التسليم. وتمثل التجارة التعاونية نمطًا مختلفًا عن الأسواق المفتوحة، حيث تُدار غالبًا ضمن شبكات صناعية خاصة تربط شركاء محددين في سلسلة التوريد.
تمكّن التجارة التعاونية الشركات مثل تجار التجزئة والموردين والموزعين من تبادل المعلومات باستخدام لغة أعمال موحدة، ما يعزز من فعالية العمليات ويعود بالفائدة على جميع الأطراف المعنية. وتعتمد على عمليات ومعايير وتقنيات تتيح التواصل الآلي المستمر بين الشركاء التجاريين.
لنجاح تنفيذ المبادرات التعاونية، يجب على المديرين المسؤولين تحقيق خمس مهام رئيسية:
1. التركيز على مجالات الأعمال ذات الأولوية.
2. تعيين راعٍ تنفيذي رسمي وتشكيل فريق عمل متمرس.
3. تطوير رؤية واضحة للأعمال والتكنولوجيا المطلوبة.
4. وضع إستراتيجية مبكرة لإدارة المصالح والتنسيق بين الأطراف.
5. تنفيذ المبادرة تدريجيًا لضمان تحقيق عائد استثماري سريع لكافة الشركاء.

## النشأة
بدأت الجهود المبكرة لتعزيز التعاون بين الموردين والمشترين في أواخر سبعينيات القرن العشرين، ضمن مشروع بحثي في مركز الأبحاث "زيروكس بارك" التابع لشركة زيروكس في بالو ألتو، كاليفورنيا. وقد ركزت هذه الجهود على تطوير البرمجيات التي تُمكّن من اتصالات فعّالة وغنية بين الأطراف المعنية. في أوائل التسعينيات، ساهمت شركة لوتس للتنمية في دفع هذه المبادرات إلى الأمام من خلال تطوير أدوات تعاونية إضافية.
مع تطور الإنترنت كوسيلة رئيسية للاتصالات في منتصف التسعينيات، بدأت البرمجيات التعاونية الاحتكارية تفقد أهميتها تدريجيًا، ليحل محلها اعتماد متزايد على تقنيات الإنترنت. وبحلول العقد الأول من القرن الحادي والعشرين، أصبحت التجارة التعاونية تعتمد بشكل شبه كامل على الإنترنت في تبادل التصاميم الهندسية، والوثائق، والرسائل، إضافة إلى عقد الاجتماعات عبر الشبكة.

## أمثلة على نظام التجارة التعاونية
- مجموعة Dkko: هي اتحاد يضم عشر شركات تصنيع مستقلة مقرها الهند، وتنتج مجموعة واسعة من المنتجات تشمل الأسلاك، مكونات بلاستيكية ومعدنية، الأجهزة المنزلية، والأثاث المكتبي. تبلغ الإيرادات السنوية للمجموعة نحو 300 مليون دولار أمريكي. تستخدم المجموعة برنامج Lotus Domino كمنصة لتبادل البيانات والمستندات بين الشركات الأعضاء، ما يتيح مشاركة المعايير الفنية، التصاميم، الخبرات، والمستندات المتعلقة بالإنتاج والتوريد.

- شركات متعددة الجنسيات: تبنت شركات كبرى مثل ديل (Dell)، ووول مارت (Walmart)، ودايملر كرايسلر (DaimlerChrysler)، ونستله (Nestlé)، وسيغنا (Cigna) نماذج مختلفة من التجارة التعاونية، لتعزيز التنسيق مع الموردين والشركاء ضمن سلاسل التوريد الخاصة بها، بهدف تحسين الكفاءة التشغيلية والاستجابة السوقية.

## الفوائد
تُحقق التجارة التعاونية مجموعة من الفوائد للشركات المشاركة، من أبرزها:
- خفض التكاليف التشغيلية: من خلال تقليل الهدر وتحسين التنسيق بين الأطراف.
- زيادة الإيرادات: نتيجة تسريع دورة الإنتاج وتحسين تلبية احتياجات السوق.
- تعزيز ولاء العملاء: بفضل تحسين جودة الخدمات والاستجابة الأسرع للطلبات.
- تسريع تطوير المنتجات: عبر التعاون الفعّال بين الموردين والعملاء في التصميم والإنتاج.
- تحقيق مكاسب تجارية إضافية: تشمل تحسين سلسلة التوريد، وزيادة المرونة، وتعزيز القدرة التنافسية.

## التحديات
تواجه التجارة التعاونية عددًا من العقبات التي قد تعيق نجاحها، من أبرزها:
- انعدام الثقة بين الشركاء التجاريين: يُعد ضعف الثقة أحد أكبر التحديات، حيث تتردد بعض الشركات في مشاركة معلومات حساسة مع شركاء خارجيين بسبب مخاوف تتعلق بالسرية أو التنافس.
- ضعف التكامل الداخلي: قد تُعاني بعض الشركات من نقص في التكامل بين أقسامها ووحداتها الداخلية، مما يُعرقل قدرتها على الانخراط بفعالية في بيئة تعاونية خارجية.

## الآفاق المستقبلية
يرى بعض الخبراء أن التجارة التعاونية قد تُسهّل على الشركات الصغيرة الدخول في شراكات مع شركات أكبر، بفضل اعتمادها على خوادم الإنترنت كوسيط لتبادل البيانات. هذا النهج يُقلّل من الحاجة إلى شبكات خاصة أو نظم تبادل إلكتروني للبيانات (EDI) التقليدية، والتي غالبًا ما تكون مكلفة ومعقدة. ونتيجة لذلك، يُتوقع أن تسهم التجارة التعاونية في تعزيز الشمولية وتوسيع قاعدة المشاركين في سلاسل التوريد العالمية.